# Gomphidius glutinosus

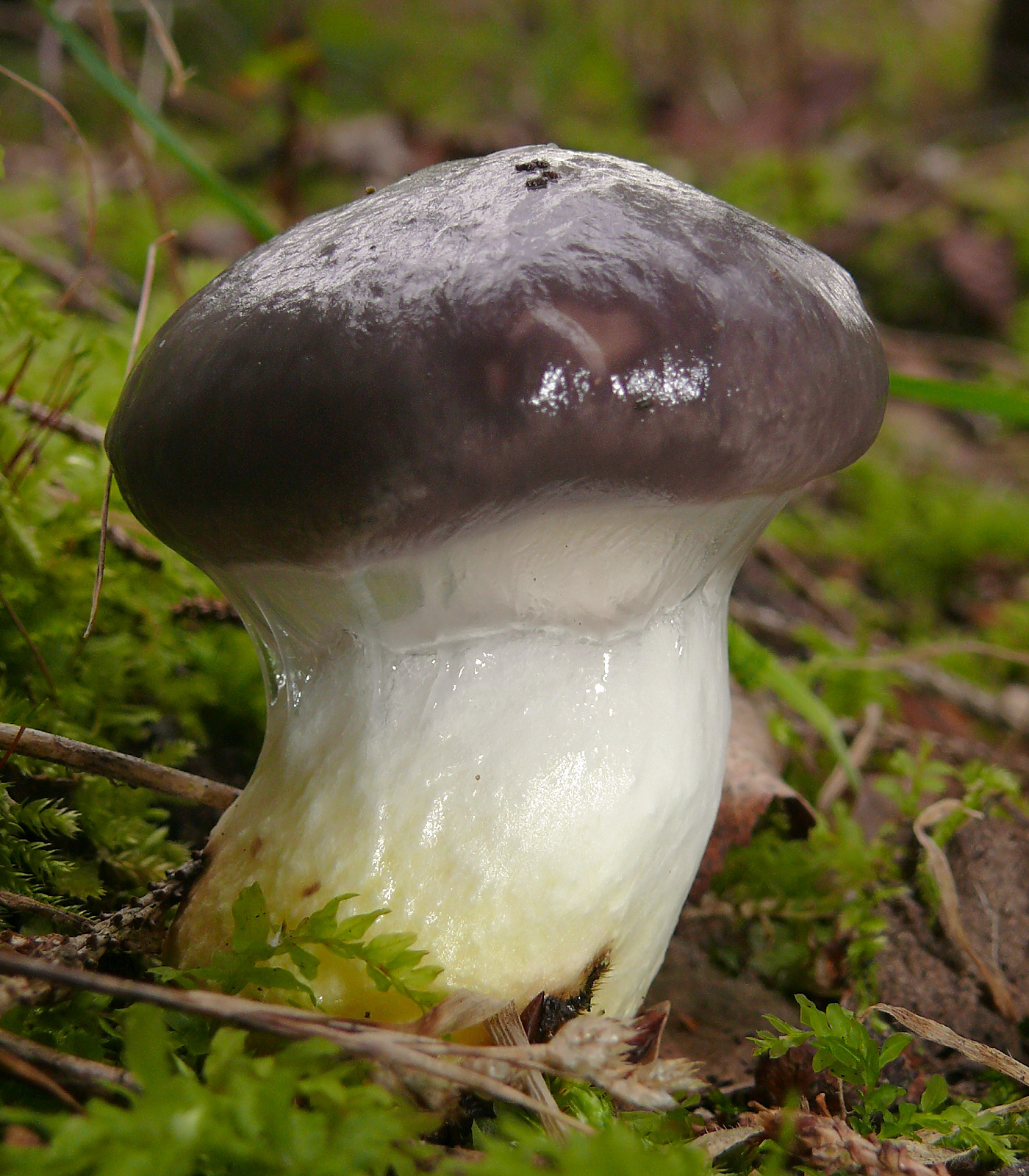
Esemplare giovane

Gomphidius glutinosus (Schaeff.) Fr. è un fungo appartenente alla famiglia Gomphidiaceae.

## Descrizione
Il diametro massimo è di 12 cm. Il cappello è grigio con una cuticola viscida, prima convesso con un umbone centrale, poi tende a spianarsi e a diventare nero sul margine. Nei giovani quest'ultimo è unito al gambo da una cortina che copre le lamelle, decorrenti, prima bianche e poi grigie. La cortina, sparendo con la crescita, lascia un anello sul gambo.
Il gambo, giallo alla base, non supera i 10 cm di altezza. La carne ha una colorazione pallida, con sapore e odore deboli. Le spore sono nere o grigie scure.

Può essere confuso con Chroogomphus rutilus.

## Distribuzione e habitat
È una specie comune in Europa e America. È micorrizico e cresce, anche in gruppi, sotto conifere come specie del genere Picea (Picea abies in Europa, Picea sitchensis in America). È comune in estate e in autunno, e può crescere insieme a Suillus grevillei.

## Tassonomia
Descritto da Jacob Christian Schäffer come Agaricus glutinosus, venne classificato nel genere Gomphidius nel 1838 da Elias Magnus Fries. È la specie tipo del genere Gomphidius.

## Commestibilità
Non è una specie particolarmente ricercata, anche se commestibile. È necessario rimuovere la cuticola viscida.